# Obóz NKWD w Skrobowie
Obóz NKWD w Skrobowie – miejsce rozbrojenia przez NKWD 27 Dywizji Piechoty Armii Krajowej, która wcześniej po ciężkich walkach wyzwoliła okolice Lubartowa od Niemców, położone we wsi Skrobów w gminie Lubartów.
W listopadzie 1944 roku z inicjatywy Michała Roli-Żymierskiego w Skrobowie założono jeden z kilkudziesięciu obozów NKWD w Polsce dla „wybieranych” byłych żołnierzy Armii Krajowej z jednostek liniowych oraz ze szkół oficerskich 1 i 2 Armii Wojska Polskiego.
27 marca 1945 roku 48 więźniom obozu udało się uciec. Większość z nich – w tym Jerzy Ślaski, autor książki o ucieczce – dotarła do oddziału mjr. Mariana Bernaciaka „Orlika” i walczyła w jego szeregach.
Po ucieczce aresztowano 14 osób pomagających w przygotowaniach do ucieczki:
- podpułkownik Edward Pisula syn Jana, ur. 1898 w Nowosielcach Gniewosz
- porucznik Adam Romański syn Adama, ur. 1910 we Lwowie
- porucznik Stefan Żołtowski syn Kazimierza, ur. 1916 w Warszawie
- szeregowiec Zdzisław Bujak syn Tadeusza, ur. 1921 we wsi Niemce
- kapral Eugeniusz Gierej syn Ludwika, ur. 1923 w woj. lubelskim
- porucznik Alfred Wieczorek syn Adama, ur. 1898 w woj. warszawskim
- kapral Jerzy Oleszczuk syn Jana, ur. 1924 w woj. lubelskim
- bosmanmat Kazimierz Dobrzyński syn Władysława, ur. 1908 w woj. warszawskim
- kapral Stanisław Lemke syn Stanisława, ur. 1913 w woj. „morskim”
- podporucznik Józef Okuliński syn Władysława, ur. 1900 w woj. warszawskim
- kapral Wojciech Gutry syn Zenona, ur. 1923 w woj. baranowiczewskim
- szeregowiec Tadeusz Kmieć syn Jana, ur. w 1925 w woj. kieleckim
- kapral Michał Budzyna syn Bartłomieja, ur. 1913
- szeregowiec Marcel Borelski syn Kazimierza, ur. 1913 w woj. tarnopolskim

W czerwcu zostali osądzeni przez Mieczysława Widaja. Padło wiele wyroków śmierci zamienionych później na dożywotnie więzienie. Wiadomo że przeżyło jedynie dwóch ze skazanych: Wojciech Gutry i Eugieniusz Gierej, którzy zostali uwolnieni przez oddziały majora Mariana Bernaciaka „Orlika” podczas transportu na Sybir. Podpułkownik Edward Pisula zamęczony został w więzieniu.
Ci, którzy pozostali w Skrobowie, zostali wywiezieni do łagrów w głąb ZSRR i na Syberię.